# あきづき型巡視艇
あきづき型巡視艇（あきづきがたじゅんしてい、英語: Akizuki-class patrol craft）は、海上保安庁の巡視艇の船級。区分上はPC型、公称船型は特23メートル型。

## 来歴
日本の経済発展に伴い、港湾や狭い水道、沿岸域の海上交通の稠密化が問題となっていた。このことから、1973年7月1日に海上交通安全法が施行された。同法では、特に船舶交通が輻輳する東京湾、伊勢湾、瀬戸内海の3海域における船舶交通の安全を図るため、浦賀水道や伊良湖水道など、通常の海上衝突予防法とは異なる特別のルールを適用する航路が定められた（海上交通安全法別表に掲げる航路）。
これらの狭水道指定航路およびその周辺海域において、安全航行指導および監視業務を行う特殊巡視艇として建造されたのが本型である。

## 設計
本型は全アルミニウム合金構造、没水部船型はV型である。挟水道での待機など、任務がら漂泊するケースも多いことから、減揺装置として、船尾両舷に油圧展張式のアンチローリング・ボード（ARB）を装備した。これによって、4～5割の減揺効果を得られるとされている。巡視艇としては長期間の活動が想定されたこともあって、食堂と寝室の分離、冷房の完備、固定ベッドの採用、士官寝室の個室化など、居住性の向上が図られた。また視界確保のためもあり、上部構造は大型化して、巡視艇として初の完全な2層構造となった。
航路哨戒という任務から、巡視艇としての高速力とともに、海上交通安全法による制限速度（12ノット）での長時間航行も両立させることが求められた。このため、主機関は三菱12DM20 MTKディーゼルエンジン3基でスクリュープロペラ3軸を駆動し、速力に応じて使用する主機の数を調整するCODAD方式とされた。

## 同型船
| 計画年度 | #     | 船名                | 建造所              | 竣工           | 解役          |
| -------- | ----- | ------------------- | ------------------- | -------------- | ------------- |
| 昭和48年 | PC-64 | あきづき            | 三菱重工 下関造船所 | 1974年2月28日  | 1996年3月11日 |
| 昭和48年 | PC-65 | しののめ            | 三菱重工 下関造船所 | 1974年3月25日  | 1996年2月9日  |
| 昭和49年 | PC-72 | うらゆき            | 三菱重工 下関造船所 | 1975年5月31日  | 2014年3月11日 |
| 昭和49年 | PC-73 | いせゆき            | 三菱重工 下関造船所 | 1975年7月31日  | 2001年2月22日 |
| 昭和50年 | PC-75 | はたぐも            | 三菱重工 下関造船所 | 1976年2月21日  | 2012年2月14日 |
| 昭和50年 | PC-76 | まきぐも            | 三菱重工 下関造船所 | 1976年3月19日  | 2014年3月11日 |
| 昭和51年 | PC-77 | はまづき            | 三菱重工 下関造船所 | 1976年11月29日 | 2014年3月11日 |
| 昭和51年 | PC-78 | いそづき            | 三菱重工 下関造船所 | 1977年3月18日  | 2014年3月11日 |
| 昭和52年 | PC-79 | しまなみ            | 三菱重工 下関造船所 | 1977年12月23日 | 2014年3月11日 |
| 昭和53年 | PC-80 | ゆうづき            | 三菱重工 下関造船所 | 1979年3月22日  | 2014年3月11日 |
| 昭和55年 | PC-81 | はなゆき → たまなみ | 三菱重工 下関造船所 | 1981年3月27日  | 2017年3月6日  |
| 昭和57年 | PC-82 | あわぎり            | 三菱重工 下関造船所 | 1983年3月24日  | 2017年3月6日  |

## 登場作品
『海猿 UMIZARU EVOLUTION』
第1話と第2話に「いそづき」が登場。三浦半島沖でタンカーが座礁し転覆する海難事故が発生したことを受け、現場海域に急行し救助活動にあたる。
『東京湾炎上』
「あきづき」が登場。テロリストに占拠された架空の石油タンカー「アラビアンライト号」から脱出して海中に飛び込むも、海上で射殺されてしまった同船の乗組員たちの遺体を回収する。